# Martijn Sperling

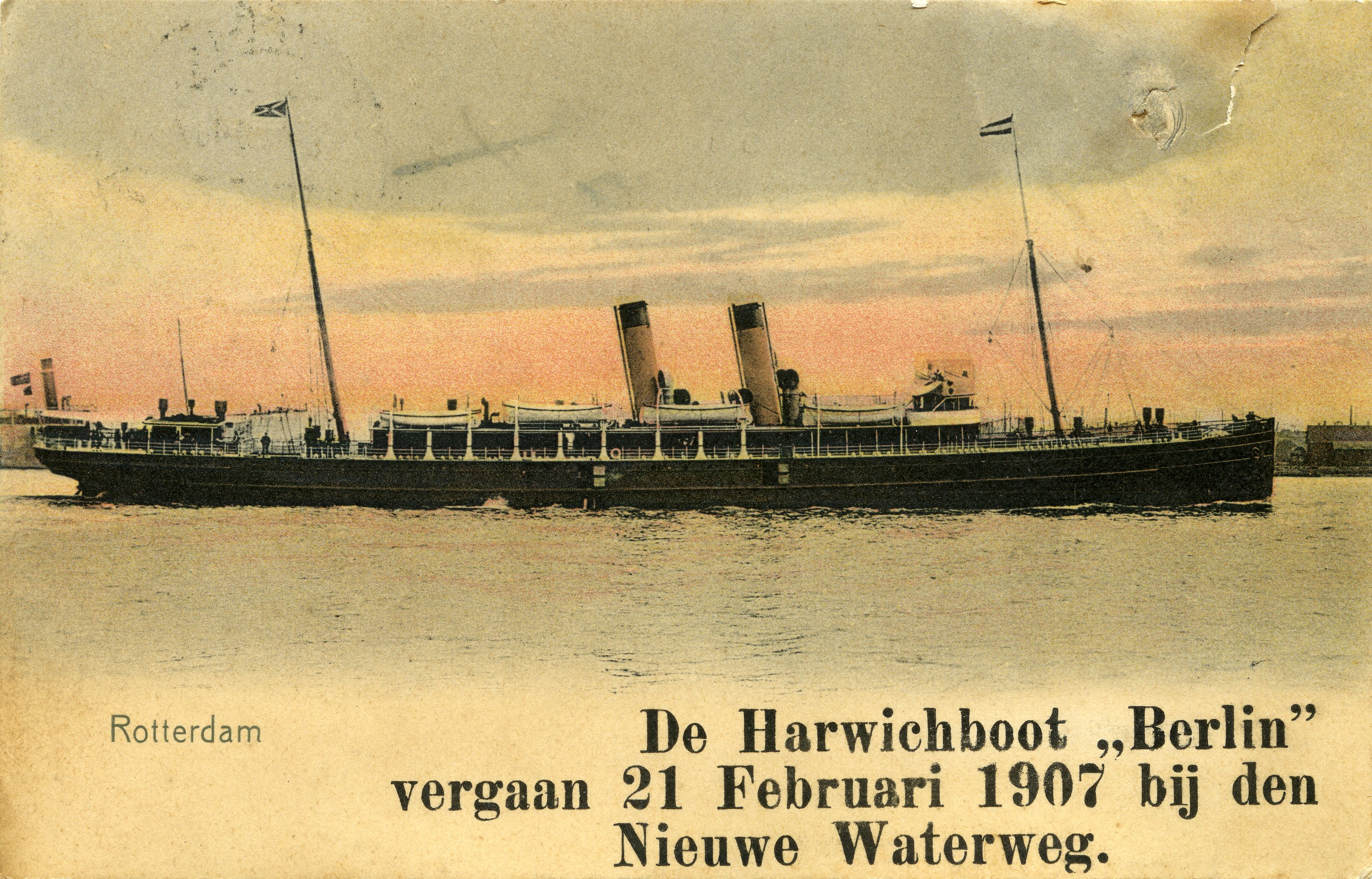
Een foto van de SS Berlin die direct na de ramp als prentbriefkaart is uitgegeven

Martijn Sperling (Ouddorp, 29 december 1873 - aldaar, 4 augustus 1946) was een beroemde berger en duiker.

## Biografie
Martijn Sperling was duiker en kapitein van het bergingsvaartuig Van den Tak. Samen met zijn twee neven Cornelis en Leendert Sperling werd hij bekend vanwege zijn rol tijdens de ramp met de SS Berlin in 1907. Een andere bekende daad is het lichten van een tinbaggermolen in Tandjok Priok in 1921 en later het bergen van het KNSM-stoomschip Friesland in Groot-Brittannië. In 1930 werd Sperling directeur bij de Coöperatieve Bergingsmij Holland. Voor het redden van de schipbreukelingen van de Berlin kreeg hij een hoge onderscheiding van de Duitse keizer.
Sperling trouwde op 8 maart 1900 met Huigje Struijk (1877-1936). Het echtpaar kreeg zes kinderen.
Sperling was een neef van Jannetje Grinwis, de moeder van Lou Vlasblom die van De Hef in Rotterdam gedoken is.

## SS Berlin
De SS Berlin was een stalen veerboot, die eigendom was van de Great Eastern Railway. Zij was gebouwd in 1894 in Hull. De SS Berlin was in gebruik als veerboot tussen Harwich en Hoek van Holland. Het schip verging tijdens een storm vroeg in de ochtend van 21 februari 1907 toen het, onderweg naar Nederland, bij Hoek van Holland de pier ramde. Hierbij kwamen 128 van de 144 opvarenden om het leven. In eerste instantie kon slechts één drenkeling uit het water worden gered. Vijftien drenkelingen op de achtersteven van het in tweeën gebroken schip bleken onbereikbaar voor de redders. In de morgen van vrijdag 23 februari werden nieuwe reddingspogingen ondernomen, zonder resultaat. Prins Hendrik kwam naar Hoek van Holland om de reddingswerkzaamheden te aanschouwen. De storm was nu iets in hevigheid afgenomen, en men ondernam vanaf de reddingboot President Van Heel een poging om via de pier het wrak te bereiken. Hierbij konden elf mensen via een touw worden gered, drie vrouwen die niet van boord durfden moesten worden achtergelaten op het dek van de Berlin.
In de nacht van vrijdag 23 februari op zaterdag 24 februari besloten de buitenstaanders Martijn Sperling, schipper van het bergingsvaartuig Van der Tak, zijn neven Leendert en Cornelis Sparling, en George Moerkerke, een laatste reddingspoging te wagen. De sleepboot Wodan bracht het viertal naar de noordpier, waar zij na middernacht aankwamen. Wadend door het ijskoude water, zich vasthoudend aan de palen om niet door de overkomende zee weggeslagen te worden, bereikten zij het wrak. In het duister vonden zij het touw dat eerder die dag was gebruikt, en knoopten het opnieuw vast aan de lichtopstand van de pier.
Martijn Sperling klom naar boven en vond de drie vrouwen, die zich al drie dagen op het wrak bevonden, op het promenadedek. Een van hen hield nog het lichaam van haar dochtertje vast, dat van de kou was gestorven. Een voor een werden de vrouwen van boord gehaald, een 16 jaar oud dienstmeisje als laatste. Een van hen was er erg slecht aan toe en moest gedragen worden. Het zestal bereikte veilig de Wodan. Om vier uur in de ochtend legde de sleepboot aan aan de steiger van de Harwich-dienst in Hoek van Holland, en werden de slachtoffers overgebracht naar Hotel Amerika.